# Horný Tisovník
Horný Tisovník (in ungherese Felsőtisztás, in tedesco Ober-Eschenbach) è un comune della Slovacchia facente parte del distretto di Detva, nella regione di Banská Bystrica.